# Хворостово (Смоленская область)
Хворостово — деревня в Краснинском районе Смоленской области России. Входит в состав Павловского сельского поселения. По состоянию на 2007 год постоянного населения не имеет. 
Расположена в западной части области в 12 км к юго-западу от Красного, в 14 км юго-западнее автодороги Р135 (Смоленск - Красный - Гусино), на берегу реки Еленка. В 18 км северо-западнее деревни расположена железнодорожная станция О.п. 478-й км на линии Москва — Минск. 

## История
В годы Великой Отечественной войны деревня была оккупирована гитлеровскими войсками в июле 1941 года, освобождена в сентябре 1943 года.